# 福氏马先蒿
福氏马先蒿（学名：Pedicularis forrestiana）是列当科马先蒿属的植物，为中国的特有植物。分布在中国大陆的云南等地，生长于海拔3,350米至4,000米的地区，一般生长在高山草地中以及空喷环境中，目前尚未由人工引种栽培。

## 异名
- Pedicularis forrestiana Bonati ssp. flabellifera Tsoong